# 腓特烈大帝号铁甲舰
腓特烈大帝号是德意志帝国海军建造的三艘普鲁士级铁甲巡防舰的第二艘，以腓特烈大帝命名。其姊妹舰还包括有普鲁士号和大选帝侯号。腓特烈大帝号自1871年开始在基尔的帝国船厂架设龙骨，至1877年竣工。其主炮为安装在舰舯一对双座炮塔上的四门260毫米口径箍炮。
腓特烈大帝号从入役后至1896年便一直在德国舰队服役，尽管它在整个运用生涯中经常被置于预备役。该舰也定期参加年度舰队训练演习，但1880年代中期除外——当时它一度被更新式的舰只所取代。它还数次参与了前往波罗的海和地中海的巡航，经常陪同德皇威廉二世展开正式的国事访问。舰只于1896年退出现役，此后一直担任次要职责，直至1919年正式从海军序列中除籍，并售予拆船商。腓特烈大帝号最终于1920年拆解报废。

## 设计

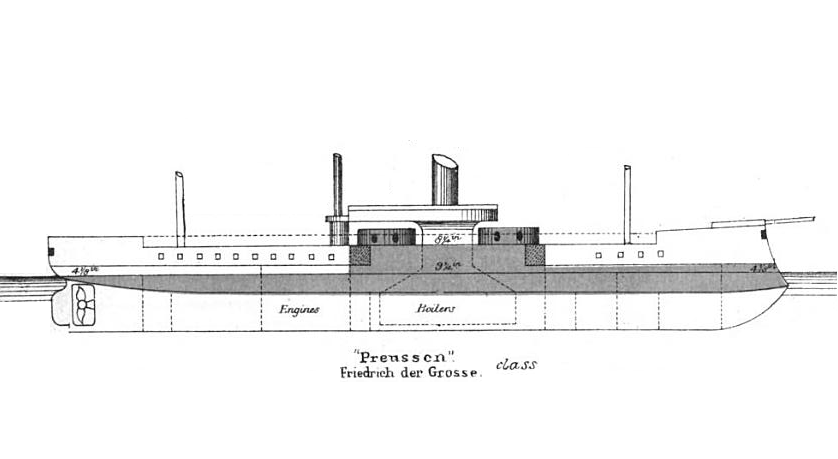
普鲁士级舰只示意图

三艘普鲁士级铁甲舰均是根据1867年的舰队规划而订购——鉴于在普丹战争期间，弱小的普鲁士海军无法突破丹麦海军的封锁，当时的北德意志联邦国会遂批准了这项舰队计划，以壮大北德意志邦联海军。它们原本是作为炮廓舰订购的，其后又被重新设计为炮塔舰样式；它们是德国舰队中首个统一的铁甲舰船级。
腓特烈大帝号的全长为96.59米，有16.3米的舷宽和7.12米的前吃水。它由一台三缸单胀蒸汽机提供动力，用以驱动以一副螺旋桨。所需的蒸汽是通过六台筒状燃煤火管锅炉供给，并汇入一座烟囱内。其发动机额定功率为4,998匹公制馬力（4,930匹指示馬力），最高速度为14節（26每小時）。此外，舰只还配备有全帆船具，总表面积达1834平方米。它的标准船员编制为46名军官及454名水兵。
腓特烈大帝号的主炮为四门260毫米22倍径箍炮，安装在舰舯基线的一对双座炮塔上。竣工时，它还配备有两门170毫米25倍径追击炮，分设于艏艉两端。在1888－1890年进行重建后，其舰载武器又增加了六门（后为十门）88毫米30倍径速射炮、两挺37毫米机炮以及五具直径为350毫米、全数架设于船体水线上方的鱼雷发射管。
舰只的装甲由锻铁制成，并以柚木为衬垫。装甲带由两层列板组成；上层列板有203毫米厚，下层列板的厚度范围从102至229毫米不等。两者都衬有234至260毫米的柚木。炮塔的侧部装甲厚度在203至254毫米之间，背衬的柚木则为260毫米厚。

## 建造

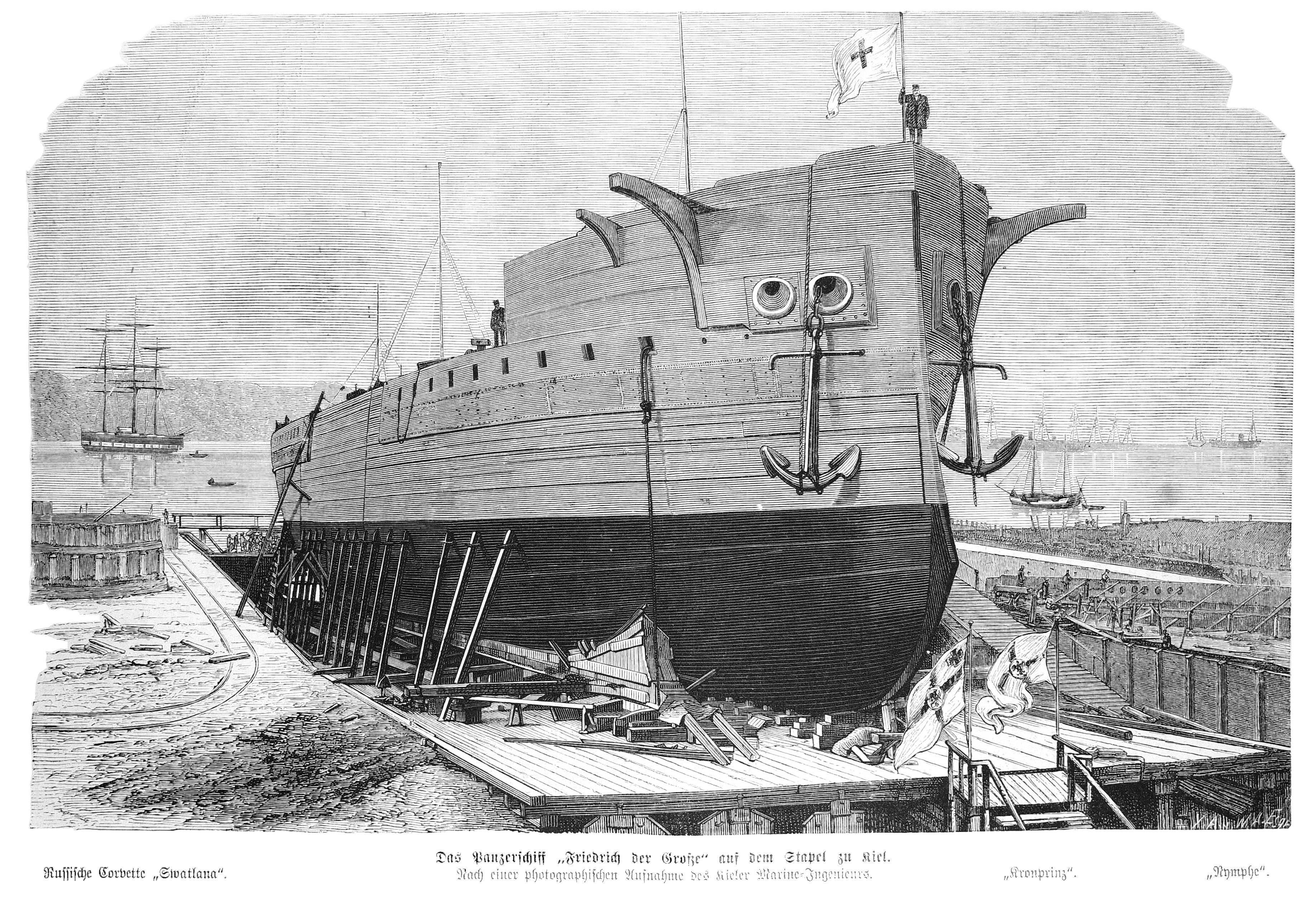
建造中的腓特烈大帝号

腓特烈大帝号是由德国海军向位于基尔的帝国船厂订购；自1871年开始架设龙骨，造舰序号为1。当时德意志帝国海军正逐渐摆脱对外国船厂的依赖，因此这是基尔帝国船厂首次获得为海军建造大型军舰的合同，也是德国本土建造的首批带有旋转炮塔的铁甲舰。该舰于1874年9月20日下水，并于1877年11月22日投入德国舰队使用。尽管腓特烈大帝号比姊妹舰普鲁士号早一年开建，但晚了一年才竣工；这主要因为它是在一个新成立且缺乏经验的国营船厂建造，而普鲁士号则是由一家经验丰富的商用私营造船厂建造的。该舰共花费德国政府730.3万金马克。

## 服役历史

### 1877－1881年
1877年11月入役后，腓特烈大帝号即被训练分舰队（即公海舰队的雏形）闲置。该舰于1878年4月重新激活，以参加由海军少将卡尔·费迪南德·巴奇指挥的年度夏季舰队演习。其新入役的姊妹舰大选帝侯号也在演习日程开始前不久加入分舰队。与此同时，腓特烈大帝号遭遇了机械故障，并于5月22日从基尔前往威廉港的途中在尼堡附近不慎擱淺。舰只的船体严重受损，加上长期存在的发动机问题，迫使它错过了舰队演习。而当分舰队于5月31日航行至英吉利海峡时，另一艘铁甲舰威廉国王号意外地撞上了大选帝侯号；后者很快便沉没，并造成276人丧生。
在损失了大选帝侯号之后，帝国海军取消了1878年的夏季演习。除铁甲护卫舰汉萨号之外，其余所有铁甲舰都被置于预备役直至第二年。1879年5月，在海军少将弗朗茨·金德林的指挥下，铁甲分舰队获重新激活。腓特烈大帝号和普鲁士号加入了与老铁甲舰腓特烈·卡尔号铁甲舰和王储号同在的阵营。年度的夏季训练巡航主要在波罗的海进行，惟金德林曾于6月率麾下的四艘舰进入北海，造访挪威。四艘舰于9月返回基尔，在那里它们被复员过冬。
1880年春，分舰队再次重组。那一年，新入役的铁甲舰萨克森号取代了王储号在分舰队中的位置。前奥地利海军官员、海军少将威廉·冯·威克德则接替金德林出任分舰队司令。6月，意大利通报舰克里斯托弗·哥伦布号到访基尔，并参观了铁甲分舰队。同样的，分舰队留在波罗的海进行夏季巡航，除了8月曾在威廉港和库克斯港作短暂停留。1881年的夏季巡航遵循与前一年相同的模式，但王储号重返阵中顶替了因发动机问题而饱受困扰的萨克森号，而分舰队司令则继续由威克德担任。7月，这些舰只接待了到访的英国预备役分舰队，当中包括英国第一艘铁甲舰勇士号。9月，在德皇威廉一世与俄国沙皇亚历山大三世会晤期间，腓特烈大帝号又随分舰队余部前往但泽。

### 1882－1919年

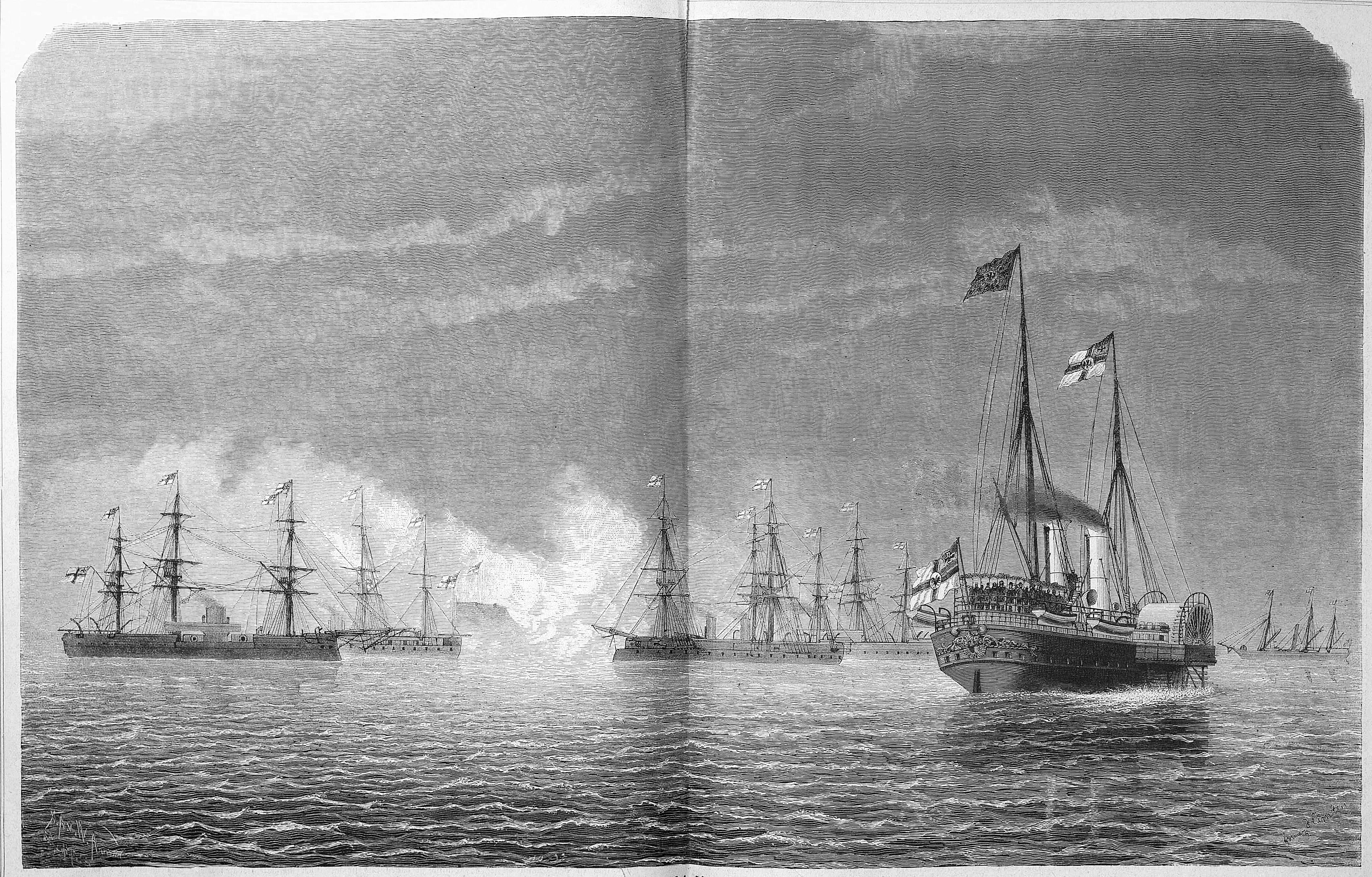
分舰队进行演习的插画，描绘有腓特烈大帝号等数艘铁甲舰及其它舰艇

1882年的夏季巡航包括前一年的四艘铁甲舰，并再次由威克德指挥。自1883年开始，随着包括萨克森级铁甲舰在内的新船陆续入役，腓特烈大帝号于每年的夏季演习中都只能留在预备役。从1883年至1885年，该舰经历了现代化改造，包括获得了新的锅炉装置和对艉甲板进行重建；船体中还增加了两挺37毫米机炮和五具高出水面的鱼雷发射管。舰只于1888年7月重新启用，为刚刚加冕德皇的威廉二世的波罗的海之旅提供护航。在为期十七天的外访中，舰队曾先后在圣彼得堡、斯德哥尔摩和哥本哈根停留。他们会见了俄皇亚历山大三世和瑞典国王奧斯卡二世，后者还视察了德国军舰并为高级军官授勋。
1889年8月，腓特烈大帝号又陪同威廉二世对英国进行首次国事访问。它被分配至第二支队，连同其姊妹舰普鲁士号、皇帝号和德国号一起，受海军少将弗里德里希·冯·霍尔曼指挥。在返回德国之前，它们还在北海进行了演习。腓特烈大帝号随第二支队于1889－1890年度一直留在训练分舰队，这也是帝国海军全年维持铁甲舰部队在役的第一年。它们负责护送威廉二世的皇家游艇霍亨索伦号前往地中海；其中包含了对意大利和奥斯曼的国事访问。分舰队在地中海停留至1890年4月才返回德国。
腓特烈大帝号于1890年夏天出席了英国向德国归还黑尔戈兰岛的移交仪式。它也参加了同年9月的年度演习期间，其中分舰队的全部八艘铁甲舰都模拟俄国舰队对基尔实施封锁。腓特烈大帝号所在的第二支队于1890－1891年冬天继续留在训练分舰队服役。在海军少将威廉·施罗德的指挥下，分舰队再次巡航前往地中海。腓特烈大帝号于1891－1892年冬季继续随第二支队维持在役状态，并参加了1892年的年度演习——这是在海军少将汉斯·冯·克斯特的指挥下进行的。
舰只参加了1893年的舰队演习，当时模拟的是法国海军对北海展开攻击。翌年，腓特烈大帝号、威廉国王号、德国号以及新近入役的战列舰勃兰登堡号被编入经过重组的秋季演习舰队第二支队，受海军少将棣德利指挥。这些舰只在1894年的演习中模拟了俄国舰队对德国波罗的海沿岸发动攻击。腓特烈大帝号于1896年12月16日沦为港湾船。至1906年5月21日，该舰撤出在役状态，之后被用作鱼雷艇的贮煤废船。它担任这一职能直至第一次世界大战结束；继而于1919年1月27日正式从海军序列中除籍。第二年，腓特烈大帝号被售予拆船商，并最终在勒讷贝克拆解报废。

## 脚注
注释
1. ↑  SMS表示, 即“陛下之舰”。

引用
1. ↑  Dodson，第14, 20頁.
2. 1 2 3 4  Gröner，第5頁.
3. 1 2  Gröner，第5–6頁.
4. 1 2 3 4  Gröner，第6頁.
5. ↑  Gardiner，第244頁.
6. ↑  Sondhaus，第124頁.
7. 1 2  Sondhaus，第140頁.
8. ↑  Sondhaus，第140–141頁.
9. ↑  Sondhaus，第141頁.
10. ↑  Sondhaus，第141–142頁.
11. ↑  Sondhaus，第161–163頁.
12. ↑  Dodson，第32頁.
13. ↑  Sondhaus，第177頁.
14. ↑  Sondhaus，第179頁.
15. ↑  Sondhaus，第192頁.
16. ↑  Sondhaus，第194頁.
17. ↑  Sondhaus，第195頁.
18. ↑  Sondhaus，第196頁.